# Wolnica (góra)
Wolnica – zalesione wzniesienie o wysokości 408 m n.p.m. na Pogórzu Wiśnickim. Od zachodu wzgórze poprzez miejscowość Jaworsko łączy się z Dąbrową a od wschodu rozgałęzia się opadającym garbem w stronę Panieńskiej Góry. Od południa Wolnica delikatnie opada w stronę wzgórza Styrkowiec a dalej wzgórze Zamczysko do doliny Dunajca.  
Na szczycie wzniesienia leśniczówka i zadaszona wiata z ławkami. Popularne miejsce wycieczek pieszych i rowerowych. 
Szlaki turystyczne:

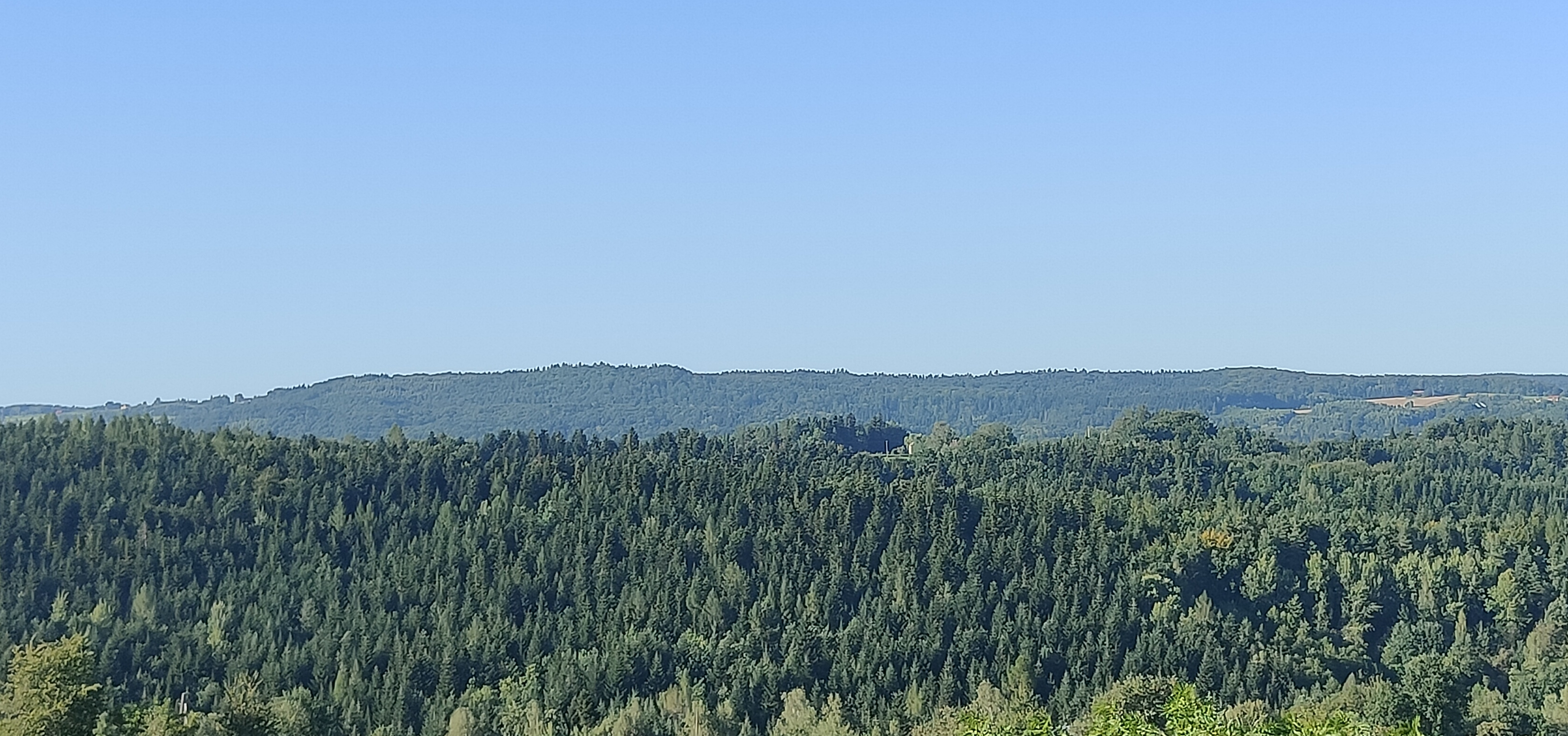
Widok masywu Wolnicy z Zamku w Melsztynie.

 – z Biadolin Szlacheckich przez Dębno, wzgórze Chocholec-Łysa Góra (378 m n.p.m.), wzgórze Dąbrowa, miejscowość Jaworsko, wzgórze Wolnica (408 m n.p.m.), wzgórze Zamczysko do Melsztyna.